# سالاد سزار
سالاد سزار نوعی سالاد متشکل از کاهوی رومی، تکه‌های خرد شده نان تست با پنیر پارمزان، آب لیموترش، روغن زیتون، تخم مرغ، سس ووسترشر، سیر و فلفل سیاه است.
تنوع زیادی در تهیهٔ سالاد سزار وجود دارد که از جملهٔ آن‌ها می‌توان به استفاده از مرغ گریل‌شده، ماهی کولی و بیکن اشاره کرد.

## تاریخچه
پیشینه تهیه و در کل ابداع این سالاد به صاحب رستورانی به نام سزار کاردینی (Caesar Cardini) می‌رسد. سزار کاردینی مهاجری از ایتالیا بود که در مکزیک و ایالات متحده به فعالیت در زمینه صنعت غذا و رستوران‌داری پرداخت. کاردینی علیرغم زندگی در سن دیگو، برای گریز از محدودیت‌های موجود در شهر تیجوانا مشغول به کار شد. دختر سزار کاردینی، رزا کاردینی (۲۰۰۳–۱۹۲۸) در رابطه با این سالاد اینگونه بیان می‌کند: پدرم هنگامی که در چهارم ژوئیه ۱۹۲۴ با عجله تخته آشپزخانه را درون ظرفی خالی نمود، این سالاد به دست آمد. کاردینی این سالاد را با تمام آنچه در دست داشت، در واقع با کمی استعداد و پرتاب محتویات باقی مانده توسط آشپز به داخل ظرفی دیگر تهیه کرد.

## مواد لازم
برای سالاد سزار در رستوران‌ها اغلب از مرغ استفاده می‌کنند ولی در حالت کلی از هیچ‌گونه گوشت سفید یا قرمزی نباید استفاده کرد. اصل این سالاد ایتالیایی است و فقط با کاهوی پیچ و نان تست‌شده و پنیر پارمیژان درست می‌شود. حتی برای سرو آن هیچ سسی استفاده نمی‌شود.
| سرکه سفید                  | پنج قطره        |
| سس خردل                    | دو قاشق غذاخوری |
| سس مایونز                  | سه قاشق غذاخوری |
| نمک و فلفل سیاه            | به مقدار لازم   |
| حبه سیر                    | یک عدد رنده شده |
| رزماری تازه یا خشک‌شده      | یک شاخه         |
| کاهوی پیچ                  | یک عدد          |
| نان تست یا نان جو          | دو عدد تفت      |
| پودر پنیر پارمیژان         | به مقدار لازم   |
| لیموترش                    | یک چهارم عدد    |
| نارنج (در صورت موجود بودن) | یک چهارم عدد    |

رسپی سالاد سزار 
محسن قشقایی
مدرس و کارشناس آشپزی
مواد لازم
کاهو پیچ۲عدد
نان تست ۵عدد
پنیر پارمزان۱بسته
زیتون سیاه اسلایس به مقدار لازم
گوجه گیلاسی به مقدار لازم
روغن سالاد به مقدار لازم
سس  سالاد سزار
مواد لازم
تخم مرغ۴عدد
پنیر پارمزان۱بسته
سس خردل۱قاشق غذاخوری
آبلیمو۲قاشق غذاخوری
سرکه بالزامیک۱قاشق غذاخوری
سیر۳حبه
جعفری۱قاشق غذاخوری
آرومات ۱قاشق غذاخوری
فلفل سیاه دو پینچ
روغن زیتون به مقدار لازم